# Remsen (Nueva York)
Remsen es un pueblo ubicado en el condado de Oneida en el estado estadounidense de Nueva York. En el año 2000 tenía una población de 1,958 habitantes y una densidad poblacional de 21 personas por km².

## Geografía
Remsen se encuentra ubicado en las coordenadas 43°19′39″N 75°11′12″O / 43.32750, -75.18667.

## Demografía
Según la Oficina del Censo en 2000 los ingresos medios por hogar en la localidad eran de $34,968 y los ingresos medios por familia eran $41,042. Los hombres tenían unos ingresos medios de $30,938 frente a los $22,989 para las mujeres. La renta per cápita para la localidad era de $16,394. Alrededor del 11.2% de la población estaban por debajo del umbral de pobreza.